# Sitting Bull
Tȟatȟáŋka Íyotake, beter bekend als Sitting Bull, (bij de Grand River (South Dakota), 1831 – Standing Rock-indianenreservaat (North Dakota), 15 december 1890) was een leider van de Hunkpapa Sioux in de Verenigde Staten.

## Biografie

### Jeugd
Als kind bekeek hij zijn bizonvlees altijd eerst voordat hij het opat. Hij werd daarom Slon-he ("Traag") genoemd.

### Strijd tegen de Amerikanen
Op 25 juni 1876 voerde Sitting Bull in de Slag bij de Little Bighorn 3500 Sioux-, Cheyenne- en Arapaho-krijgers aan tegen de Amerikaanse 7e Cavalerie onder leiding van generaal George Armstrong Custer. Hoewel Sitting Bull niet persoonlijk deelnam aan het gevecht, werden de opperhoofden aangespoord door een droom die hij had, waarin een groep Amerikaanse soldaten in zijn handen viel.
Na de slag leidde Sitting Bull zijn stam naar Canada. Deze bleef daar tot 1880. Vanwege een tekort aan voedsel gaf Sitting Bull zich op 20 juli 1881 in Fort Buford (Montana) samen met de laatste vluchtelingen over aan Amerikaanse troepen. De Amerikaanse regering verleende hem amnestie.

### Latere leven
Later toerde Sitting Bull met Buffalo Bill's Wild West Show, waarvan hij een populaire attractie was. Vaak werd hem gevraagd het publiek toe te spreken, waarop hij hen vaak vervloekte in het Lakota, onder wild applaus van zijn luisteraars.
Tegen het einde van zijn leven werd Sitting Bull aangetrokken tot de mystieke Ghost Dance, die als doel had de blanke bezetters van het land van zijn volk te verdrijven. De Amerikaanse regering ervoer dit als een bedreiging en een groep indianenagenten kreeg de opdracht hem te arresteren.

### Dood
Toen hij gearresteerd werd, schoot een Sioux-krijger een politieman neer en ontstond er een vuurgevecht. Sitting Bull werd door een verdwaalde kogel geraakt en werd daarna door een andere politieman met een revolver door het hoofd geschoten. Na een paar weken eindigde de Ghost Dance met het bloedbad van Wounded Knee. Sitting Bull, het laatste Sioux-opperhoofd, werd op de begraafplaats bij Fort Yates begraven.

## Galerij

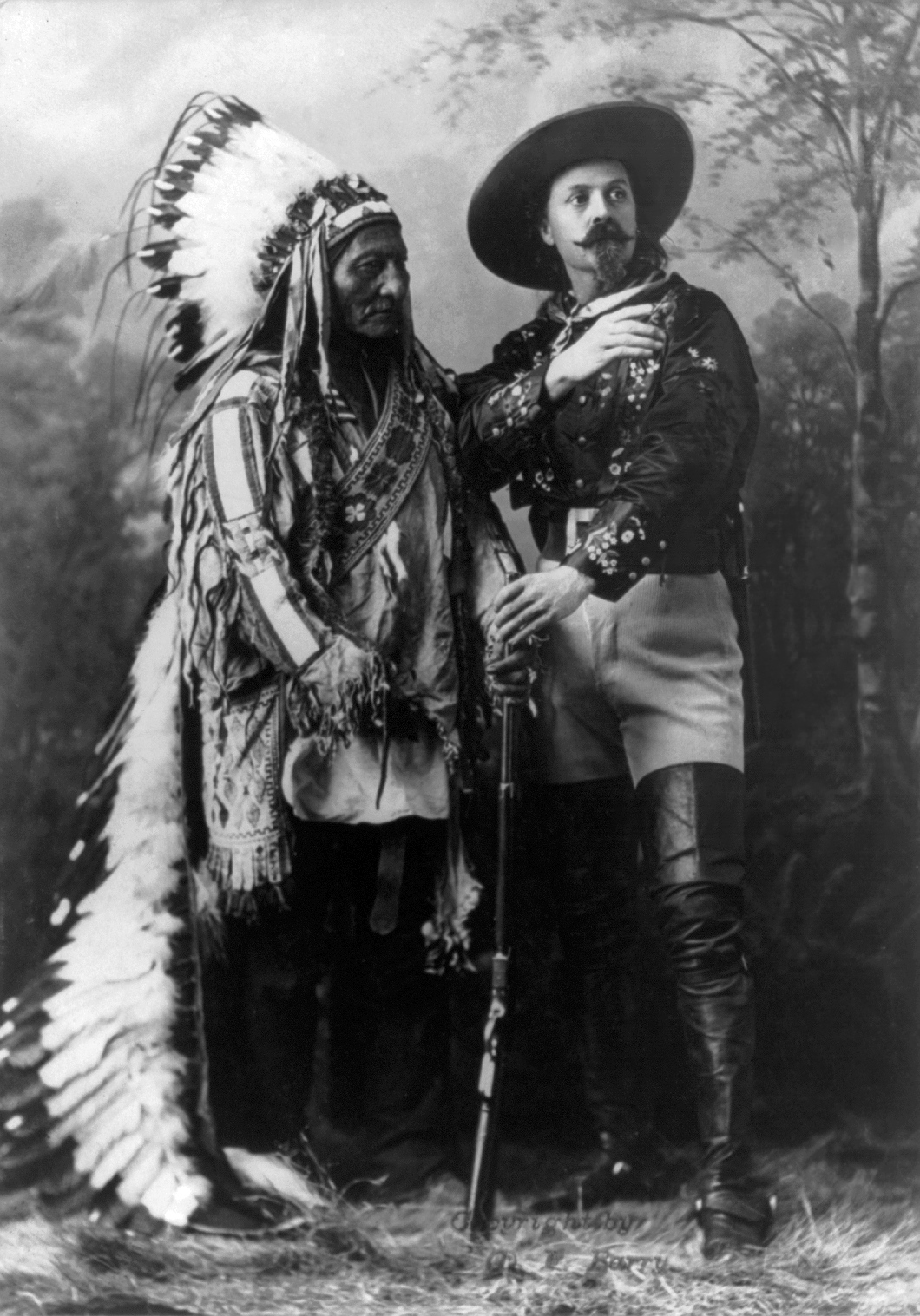
Sitting Bull en Buffalo Bill in 1885
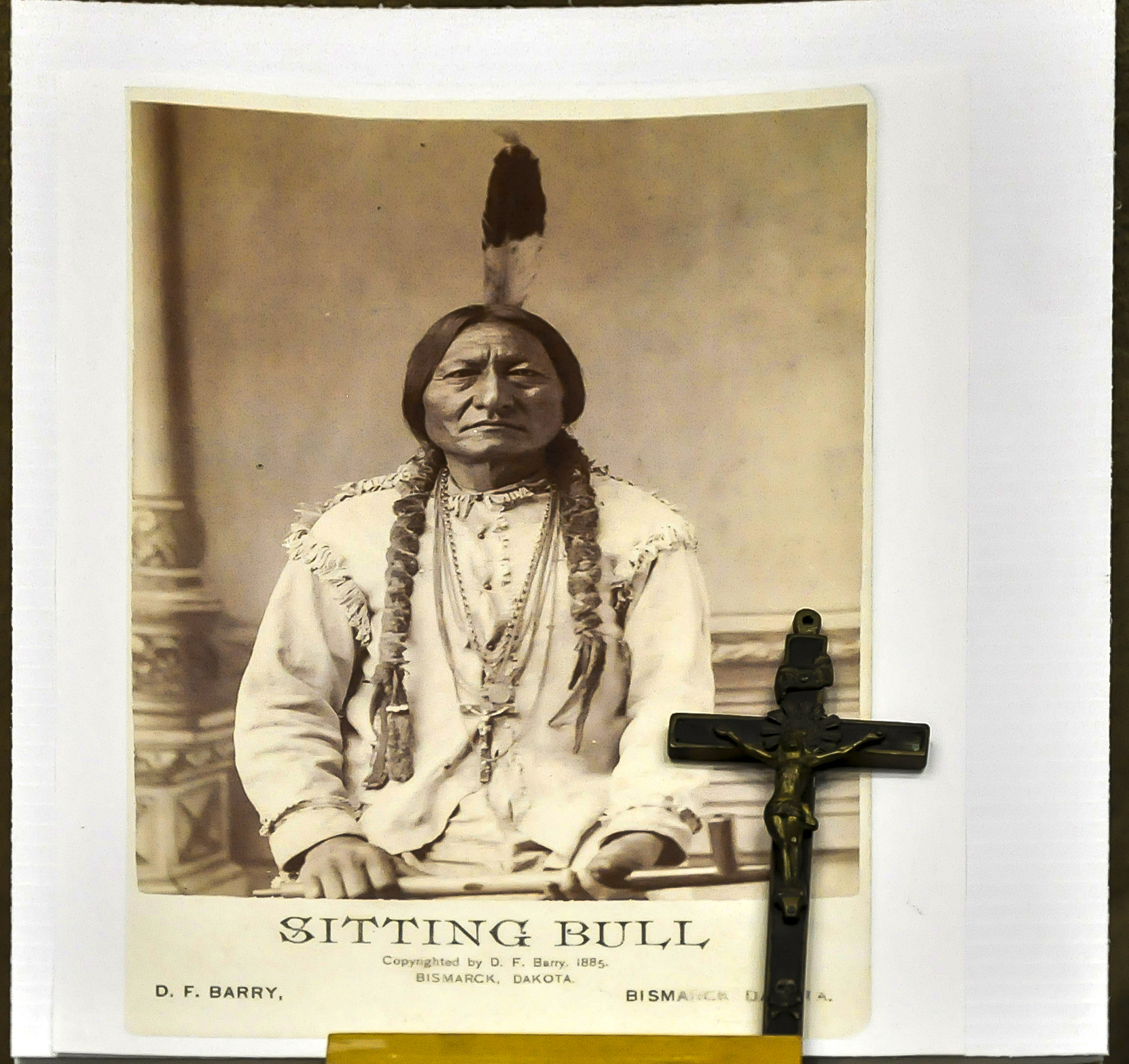
Kruisbeeld dat Pieter-Jan De Smet aan Sitting Bull schonk